# Tende freeze
Tende freeze (てんでフリーズ) est un manga japonais de Isutoshi en 4 volumes publié par Kōdansha entre 2002 et 2004.

## Synopsis
Koyuki est une femme qui peut prédire le futur, seulement, elle ne peut voir que les malheurs des autres. Un jour, elle rencontre Umehachi, un jeune adolescent un peu pervers. Dès lors, elle arrive à voir le côté bénéfique dans le malheur de ce garçon, en lui évitant les ennuis, elle arrive a s'enrichir de diverses manières.
Koyuki est une femme incroyablement belle qui, pour pouvoir rester auprès de Umehachi afin de profiter des bonus de ses pouvoirs, va prétendre être sa petite amie. Umehachi va naïvement tout croire et se laisse manipuler, ce qui rendra jaloux ses camarades de classe.

## Personnages
- Umehachi Kikusui est un lycéen un peu pervers qui passe son temps à collectionner des figurines. Il mesure 1,58 m, ce qui fait que Koyuki croit qu'il est au collège au début de l'œuvre, il découvrira plus tard qu'il possède un des pouvoirs les plus puissants existant.

- Koyuki est une femme incroyablement belle, elle a le pouvoir de prédire le futur (seulement le malheur des autres), au contact d'Umehachi son pouvoir deviendra plus précis.

- Isutzu est un camarade de classe d'Umehachi, sa famille possède une vie confortable, ses parents sont les propriétaires du yacht avec lequel ils partent en vacances. Il est celui qui est le plus jaloux de Umehachi, et essaye de séduire, en vain, Koyuki.

- Satake est un camarade de classe d'Umehachi, il aime la pêche et aide Umehachi à pêcher un thon géant.

- Ide Botan est une amie de Kouki, elle est aussi l'infirmière du lycée d'Umehachi. Elle possède le pouvoir de controler la chaleur de ce qu'elle touche, son pouvoir sera démultiplié au contact d'Umehachi.